# Actinocephalus bongardii
Actinocephalus bongardii är en gräsväxtart som först beskrevs av A.St.-hil., och fick sitt nu gällande namn av Paulo Takeo Sano. Actinocephalus bongardii ingår i släktet Actinocephalus och familjen Eriocaulaceae. Inga underarter finns listade i Catalogue of Life.

## Bildgalleri

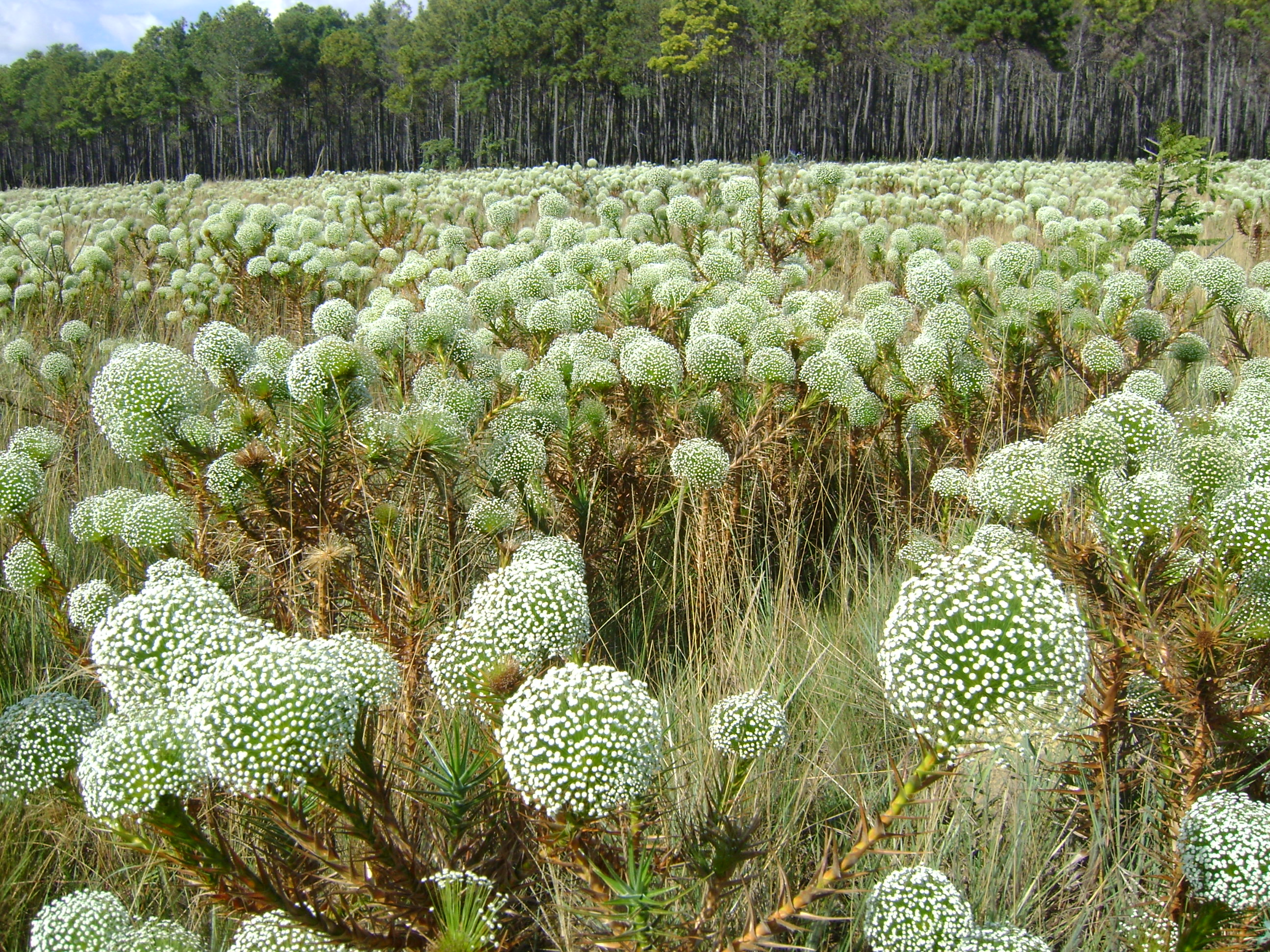